# Большие Русаки
Большие Русаки — упразднённая деревня в Вагайском районе Тюменской области России. Входила в состав Черноковского сельского поселения. В 2004 году исключена из учётных данных, в связи с прекращением существования.

## География
Деревня находилась в восточной части Тюменской области, в пределах подтаёжно-лесостепного района лесостепной зоны, на левом берегу реки Вагай у озера Куртамалык, на расстоянии примерно 6 километра (по прямой) к северу от села Чёрное.

## История
До 1917 года входила в состав Черноковской волости Тобольского уезда Тобольской губернии. По данным на 1926 год состояла из 38 хозяйств. В административном отношении входила в состав Копотиловского сельсовета Черноковского района Тобольского округа Уральской области.

## Население
| 1989 | 2002 |
| ---- | ---- |
| 0    | →0   |

По данным переписи 1926 года в деревне проживало 170 человек (79 мужчин и 91 женщина), в том числе: русские составляли 100 % населения.